# Romanica Olomucensia
Romanica Olomucensia es una revista académica revisada por pares de periodicidad anual editada por la Universidad Palacký desde 2008, como continuación de la publicación denominada Acta Universitatis Palackianae Olomucensis: Facultas Philosophica: Philologica: Romanica Olomucensia (1973–2007). Cubre todos los  aspectos lingüísticos de lenguas romances, literatura, historia y cultura.
El objetivo principal de la revista, como se recoge en su página web, es «crear un puente entre la tradición centroeuropea de investigación en los diferentes campos de las lenguas románicas y otros ámbitos, especialmente en Europa, pero también en América y África».
Su editor jefe es Enrique  Gutiérrez Rubio (Universidad Palacký) y entre los miembros del consejo editorial figuran Massimo Fusillo, Brad Epps, Michele Loporcaro, Mario Martín Gijón y Philippe Monneret.
La lengua oficial de la revista es el inglés; aun así, RO admite trabajos en francés, italiano, portugués o español. Se puede acceder libremente al contenido de la revista a través del sitio web Dialnet.